# Snurrevodskutter
En snurrevodskutter er en fiskekutter, som er bygget til at fiske med snurrevod. Snurrevodsfiskeri blev opfundet i 1848 og det er stadig en meget anvendt fiskeriform. Snurrevodskutterne fremkom i slutningen af 1800-tallet og omkring 1900 blev der bygget en del sejlførende snurrevodskuttere. Snurrevodskutterne, afløste allerede fra 1880'erne åbne sejljoller, som drev fiskeri ud fra stranden. De nye og meget større kuttere resulterede først og fremmest i en kolossal forbedring af sikkerheden for fiskerne. Fangsterne kunne nu ikke længere landes på stranden, men måtte losses ved fast kaj. Dermed indledtes, igennem de sidste decennier af 1800-tallet og de første af 1900-tallet, havnebyggerier i stor skala langs vestkysten.
Fangsternes omfang nødvendiggjorde samtidig langt mere distributionskapacitet end hvad hestevognene kunne klare, derfor førtes jernbanerne f eks til Thyborøn, Hirtshals og Skagen. Kutterne har således igangsat en økonomisk udvikling af gigantiske dimensioner på hele vestkysten. En erhvervsøkonomisk parallel til landbrugets overgang til andelsbevægelse og animalsk produktion.
Eksempler på nogle sejlførende snurrevodskuttere fra omkring 1900 tallet er: W. Klitgaard, Jens Krogh, Bona Gratia, Alvilde, Vestboen, FN162 Ellen
 Der er for få eller ingen kildehenvisninger i denne artikel, hvilket er et problem. Du kan hjælpe ved at angive troværdige kilder til de påstande, som fremføres i artiklen.